# Aire d'attraction de Condé-en-Normandie
L'aire d'attraction de Condé-en-Normandie est un zonage d'étude défini par l'Insee pour caractériser l’influence de la commune de Condé-en-Normandie sur les communes environnantes. Publiée en octobre 2020, elle se substitue à l'aire urbaine de Condé-en-Normandie, qui comportait 2 communes dans le dernier zonage qui remontait à 2010.

## Définition
L'aire d'attraction d'une ville est composée d’un pôle, défini à partir de critères de population et d’emploi ainsi que d’une couronne constituée des communes dont au moins 15 % des actifs travaillent dans le pôle. Le pôle d’attraction constitue ainsi un point de convergence des déplacements domicile-travail,.

## Type et composition
L’aire d'attraction de Condé-en-Normandie est une aire inter-départementale qui comporte 7 communes : 5 situées dans le Calvados et 2 dans l'Orne (Berjou et Moncy). 
Elle est catégorisée dans les aires de moins de 50 000 habitants, une catégorie qui regroupe 12,2 % au niveau national.

### Carte

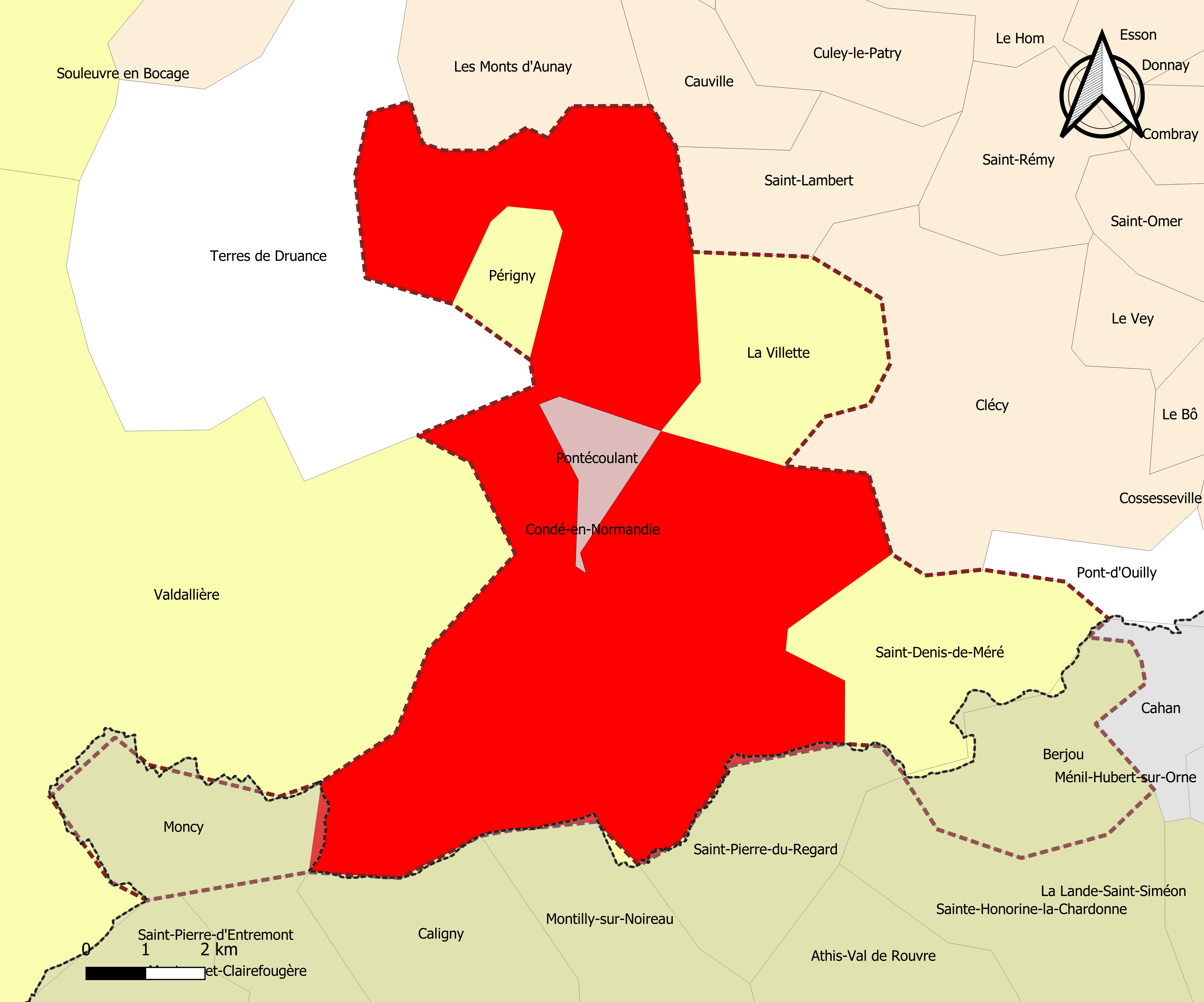
Carte de l'aire d'attraction de Condé-en-Normandie.
Commune-centre
Commune du pôle principal
Commune de la couronne

### Composition communale
| Nom                                 | Code Insee | Département | Statut                    | Superficie (km2) | Population (dernière pop. légale) | Densité (hab./km2) | Modifier                                    |
| ----------------------------------- | ---------- | ----------- | ------------------------- | ---------------- | --------------------------------- | ------------------ | ------------------------------------------- |
| Condé-en-Normandie (commune-centre) | 14174      | Calvados    | commune-centre            | 62,98            | 6 018 (2022)                      | 96                 | modifier les données · modifier les données |
| Pontécoulant                        | 14512      | Calvados    | commune du pôle principal | 2,38             | 71 (2022)                         | 30                 | modifier les données · modifier les données |
| Périgny                             | 14496      | Calvados    | commune de la couronne    | 2,66             | 57 (2022)                         | 21                 | modifier les données · modifier les données |
| Saint-Denis-de-Méré                 | 14572      | Calvados    | commune de la couronne    | 11,37            | 760 (2022)                        | 67                 | modifier les données · modifier les données |
| La Villette                         | 14756      | Calvados    | commune de la couronne    | 9,74             | 222 (2022)                        | 23                 | modifier les données · modifier les données |
| Berjou                              | 61044      | Orne        | commune de la couronne    | 8,82             | 427 (2022)                        | 48                 | modifier les données · modifier les données |
| Moncy                               | 61281      | Orne        | commune de la couronne    | 7,75             | 265 (2022)                        | 34                 | modifier les données · modifier les données |